# De-Loused in the Comatorium
De-Loused in the Comatorium ist das Debütalbum der US-amerikanischen Band The Mars Volta. Das 2003 erschienene Konzeptalbum ist, sowohl kommerziell als auch nach Meinung vieler Musikkritiker, der bisher größte Erfolg der Band und gilt als Meilenstein der modernen progressiven Rockmusik.

## Hintergrund
Das Album erzählt die Geschichte der fiktiven Romanfigur Cerpin Taxt, inspiriert von Julio Venegas, einem Freund der Band. Dieser fiel nach einem gescheiterten Suizidversuch durch eine Überdosis Morphin in ein wochenlanges Koma. Nachdem er wieder erwachte, war er entstellt und halbseitig gelähmt, sodass er schließlich von einer Eisenbahnbrücke in den dichten Verkehr sprang und so seinem Leben ein Ende setzte.
At the Drive-In, die Vorgängerband von The Mars Volta, spielten eine Tournee als Vorgruppe der Red Hot Chili Peppers, mit denen sie sich so gut verstanden, dass deren Mitglieder Flea und John Frusciante das Album mit einspielten.
Rodriguez-Lopez dazu in einem Interview: „Als wir kurz vor der Plattenproduktion ohne Bassist dastanden, war Flea die einzige Person, die wir uns als Ersatz vorstellen konnten, da er einerseits ein guter Freund von uns ist und andererseits kein Problem damit hatte, unsere Songs innerhalb von drei Tagen zu lernen.“
Der Albumtitel ist ein Auszug aus dem Song Eunuch Provocateur, der sich auf der vor dem Album erschienenen EP Tremulant befindet.
Als Singles wurden die Songs Inertiatic ESP und Televators ausgekoppelt.
Von dem Album wurden weltweit mehr als 500.000 Exemplare verkauft.

## Titelliste
1. Son et Lumiere – 1:35
2. Inertiatic ESP – 4:24
3. Roulette Dares (The Haunt Of) – 7:31
4. Tira Me a las Arañas – 1:29
5. Drunkship of Lanterns – 7:06 (fälschlicherweise steht 6:20 auf dem Albumcover)
6. Eriatarka – 6:20 (fälschlicherweise steht 7:06 auf dem Albumcover)
7. Cicatriz ESP – 12:29
8. This Apparatus Must Be Unearthed – 4:58
9. Televators – 6:19
10. Take the Veil Cerpin Taxt – 8:42

## Rezeption

### Kritiken
„[…], wenn gleich die ersten Höreindrücke derart energetisch und atemberaubend geraten. Ja, „De-loused in the comatorium“ nimmt einem vom Start weg die Luft. Wer der Wucht von „Inertiatic ESP“ ausgesetzt wird, kann sich kaum entscheiden, ob er den Kopf einziehen oder ihn lieber wild im 7/4-Takt schütteln soll. Vorausgesetzt man fühlt sich imstande, den verworrenen Breaks zu folgen.“

„[…]filigrane Muckerei weit ab von ausgetretenen Strophe-Strophe-Bridge-Refrain undvonvorne-Kram. […] „De-Loused In The Comatorium“ stellt ein hammerhartes und intensives musikalisches Statement dar,[…]“

Die deutsche Musikzeitschrift Visions wählte De-Loused in the Comatorium zunächst mit 10.3/12 Punkten zum Album des Monats Juli 2003. Später wurde die CD sowohl von den Lesern als auch von den Autoren der Zeitschrift als Album des Jahres gekürt. In der 2005 erschienenen Statistik 150 Platten für die Ewigkeit belegte das Album Platz 30.
Die britische Musikzeitschrift Classic Rock kürte De-Loused in the Comatorium im Juli 2010 zu einem der 50 Musikalben, die den Progressive Rock geprägt haben.
Im Juni 2015 wählte das renommierte Fachblatt Rolling Stone das Album auf Platz 25 der 50 besten Progressive-Rock-Alben aller Zeiten.

### Auszeichnungen für Musikverkäufe
| Land/Region                  | Auszeichnungen für Musikverkäufe (Land/Region, Auszeichnung, Verkäufe) | Verkäufe |
| ---------------------------- | ---------------------------------------------------------------------- | -------- |
| Vereinigtes Königreich (BPI) | Silber                                                                 | 60.000   |
| Insgesamt                    | 1× Silber ·                                                            | 60.000   |